# Islam en Lituania
El islam en Lituania se introdujo en la época del Gran Ducado de Lituania en el siglo XIII.
Tras el mandato de Vytautas el Grande llegó una primera oleada de tártaros a Lituania pero era de religión chamánica, después llegó otra oleada pero eran de religión musulmana suní, los tártaros fueron recibidos con los brazos abiertos por Vytautas el Grande, estos se instalaron en Trakai y alrededores dónde crearon una aldea llamada 40 tártaros, la leyenda cuenta que Vytautas le entregó a un tártaro unas tierras y éste estaba casado con 4 esposas y con cada una tuvo 10 hijos.

## RSS de Lituania
Muchas mezquitas y cementerios tártaros fueron destruidos durante la guerra y la época soviética. Hasta el día de hoy, han sobrevivido 4 mezquitas tártaras: cuarenta tártaros , Nemėžis , Raižiai (madera) y Kaunas (ladrillo). La mezquita de madera estaba en Vilnius, Lukiškės , pero fue demolida. Hay un minarete en Kėdainiai , pero fue construido por razones estéticas más que religiosas.
Durante los años soviéticos, un gran número de personas de países musulmanes ( Asia Central , Transcaucasia , Pavolgis ) llegaron a Lituania , aunque la mayoría eran ateos, pero algunos profesaban el Islam. Después de la independencia de Lituania, llegaron al país musulmanes de otros países, pero su número es insignificante. Además, una pequeña parte de los lituanos se han convertido al islam. Sin embargo, los tártaros constituyen la gran mayoría de los musulmanes lituanos.

## Mancomunidad Polaco-Lituana
Tras la creación de la unión de Krevo, los tártaros lucharon junto a los polacos y lituanos cómo, las guerras de Livonia, el Imperio otomano, este último fue decisivo y muy moral, ya que el islam había ganado terreno en Europa y para frenar está expansión los reinos cristianos se aliaron y combatieron. Los tártaros tuvieron que luchar contra los otomanos. Tras la época de oro en la mancomunidad, los tártaros eran polonizados, dejaron su lengua y fue cambiada por el idioma polaco, idioma bielorruso e idioma lituano. Se convirtieron en nobles y recibieron títulos.

## Gobierno de Vilna (Imperio Ruso)
Tras las reparticiones de Polonia el territorio lituano fue anexado por el Imperio Ruso. Muchos de estos tártaros combatieron contra los otomanos y tras su victoria, en Lituania hay un miranete que fue llevado al país cómo victoria, este miranete no tiene ningún propósito religioso sino decorativo.

## República Lituania (1918-1941)
El presidente de Turquía mandó a varios lingüistas a estudiar el caraita, la lengua tradicional de los caraitas que también dominaban en cierta parte los tártaros, para limpiar el idioma turco de palabras extranjeras.

## Lituania actual
Tras el declive de la URRS, la comunidad tártara revivió y están creando campañas culturales apoyadas por Turquía. Se construyeron mezquitas que son las casas de oración islámicas, más espacios culturales y el renacer del caraita. Cada vez más lituanos empiezan a convertirse al islam y también cada vez más islámicos llegan a visitar el país y a vivir. Otros fueron deportados en la era soviética que volvieron tras la independencia.
- Datos: Q180091
- Multimedia: Islam in Lithuania / Q180091